# جاجاچاکا
جاجاچاکا (به اسپانیایی: Jajachaca) یک کوه در پرو است که در Peru, Cusco Region واقع شده‌است. جاجاچاکا ۴٬۸۰۰ متر بالاتر از سطح دریا واقع شده‌است.